# Sascha Schmitz
Sascha Schmitz, noto anche con lo pseudonimo di Sasha o Dick Brave (Soest, 5 gennaio 1972), è un cantautore e musicista tedesco.

## Biografia
Sasha ha iniziato la carriera musicale come cantante e leader di una school band chiamata Junkfood, divisasi presto per non essere riuscita ad attrarre etichette discografiche. Poco tempo dopo Sasha ha incontrato il rapper e produttore Der Wolf che l'ha scelto come voce di sottofondo per il singolo Gibt's Doch Gar Nicht, un successo poi aumentato dalla sua prima apparizione nel singolo Wannabe your love, in collaborazione con un'altra cantante allora esordiente, Young Deenay: esso è entrato nella top 10 tedesca.
Nel 1998 Sasha ha abbandonato i suoi studi di lingua tedesca e di sport per diventare un cantante a tutti gli effetti. Ha firmato un contratto con la Warner Music collaborando ancora una volta con Young Deenay per un altro duetto, I'm still waiting, primo singolo del suo album di debutto Dedicated to... realizzato in quell'anno. L'album ha raggiunto la 4ª posizione nella classifica tedesca ed è stato certificato come disco di platino. I singoli successivi If You Believe, We can leave the world e I feel lonely sono entrati tutti nella top 10 dei singoli.
Oltre alla carriera musicale come Sasha, dal 2003 usa l'alter ego Dick Brave e diventa il leader del gruppo musicale rockabilly Dick Brave & The Backbeats, con cui ha realizzato cover riarrangiate di celebri brani di artisti come Pink, George Michael, Michael Jackson, Bruno Mars e molti altri.

## Discografia

### Album

#### Sasha
- 1998 – Dedicated to...
- 2000 – ...You
- 2001 – Surfin' on a Backbeat
- 2006 – Open Water
- 2006 – Greatest Hits
- 2009 – Good News on a Bad Day
- 2014 - The One
- 2018 - Schlüsselkind

#### Dick Brave & The Backbeats
- 2003 – Dick this!
- 2011 – Rock'n'Roll Therapy